# Zaak-Julio Poch
De zaak-Julio Poch betreft de rechtsvervolging van de Argentijns-Nederlandse voormalige piloot Julio Alberto Poch (Buenos Aires, 1952) die sinds september 2009 vastzat op verdenking van betrokkenheid bij de 'dodenvluchten', die tijdens de 'Vuile Oorlog' in opdracht van de Argentijnse militaire dictatuur in 1977 en 1978 werden uitgevoerd om politieke tegenstanders uit de weg te ruimen. Op 29 november 2017 kreeg de zaak een voorlopig einde met de vrijspraak voor Poch, na acht jaar voorarrest. In mei 2023 volgde definitieve vrijspraak in hoger beroep.

## Carrière
Na zijn opleiding aan de Marineacademie in zijn geboortestad Buenos Aires (1969-1972) en opleiding tot piloot (1973-1974) werkte Poch van januari 1974 tot 1980 als gevechtspiloot voor de Argentijnse marine. Hij maakte onderdeel uit van het 'elitesquadron' dat de A-4 Skyhawk vloog. Na zijn afzwaaien vloog hij voor Aerolíneas Argentinas op een Boeing 747-200 als copiloot. In 1982 werd hij opnieuw opgeroepen door de marine tijdens de Falklandoorlog, waarna hij in 1982 zijn baan bij Aerolíneas hervatte. Vanaf 1988 vloog hij voor de Nederlandse luchtvaartmaatschappij Transavia. In dat jaar ging hij tevens in Nederland wonen; later nam hij ook de Nederlandse nationaliteit aan. In zijn carrière bij Transavia vloog hij als gezagvoerder op de Boeing 737. Ook was hij vlieginstructeur.

## Verdenkingen
Poch kwam in september 2009 in het nieuws toen hij, tijdens zijn laatste vlucht voor zijn pensionering, gearresteerd werd op het vliegveld van Valencia. Belastende verklaringen van collega-piloten waren voor het Argentijnse Openbaar Ministerie reden om een internationaal arrestatiebevel uit te vaardigen.
Poch zou op 2 december 2003 op Bali tijdens een etentje met collega's bij een verhitte discussie hebben gezegd: "We threw them in the sea". Collega-vliegers Tim Weert en Edwin Reijnoudt Brouwer zagen dit als een bekentenis van Poch dat hij betrokken was bij de dodenvluchten. Ze veronderstelden dat Poch bedoelde dat hij de vluchten zelf had uitgevoerd. Nadat Edwin Reijnoudt Brouwer er tijdens een vlucht met plaatsvervangend chef-vlieger Jeroen Engelkes over had gesproken, benaderde Engelkes Tim Weert om hierover een verslag te schrijven. Engelkes stapte in eerste instantie met dit verslag naar de leiding van Transavia waarna een intern onderzoek volgde. Nadat Poch duidelijk had gemaakt dat zijn uitspraak 'We threw them in the sea' sloeg op ‘wij, Argentinië’ en niet op ‘ik, Julio Poch’, was voor Transavia de kous af. Jeroen Engelkes richtte zich vervolgens tot het Internationaal Strafhof dat hem doorverwees naar de politie.

## Arrestatie en uitlevering
Aanvankelijk zag de politie de zaak als weinig kansrijk, het betrof immers een zaak van 'hearsay', wat geldt als indirect bewijs. Maar als gevolg van een artikel van Harm Ede Botje in Vrij Nederland drong de toenmalige minister van Justitie Ernst Hirsch Ballin er vervolgens bij de politie op aan het onderzoek ‘toch’ door te zetten. Zo kon de Nederlandse staat niet worden verweten dat ze Poch liet lopen vanwege de relatie van Jorge Zorreguieta met het koningshuis.
In de zomer van 2008 volgde een rechtshulpverzoek aan Argentinië. Het Argentijnse Openbaar Ministerie was toen al jaren op zoek naar vliegers die betrokken waren geweest bij de dodenvluchten, als onderdeel van het proces tegen de daders van het Videla-regime. Argentinië plaatste Poch in december van dat jaar op een internationale opsporingslijst. Nederland heeft weliswaar geen uitleveringsverdrag met Argentinië, maar hielp bij de arrestatie door via de KLM, moedermaatschappij van Transavia, het dienstrooster aan de Argentijnse autoriteiten bekend te maken. Toen Poch op 22 september 2009 tijdens zijn laatste vlucht voor zijn pensioen op de luchthaven van Valencia landde, werd hij door de Spaanse politie gearresteerd en kwam er een uitleveringsverzoek vanuit Argentinië. In eerste instantie verzette Poch zich tegen uitlevering, maar later verklaarde hij zijn onschuld te willen bewijzen voor de rechtbank. In mei 2010 werd de piloot uitgeleverd en overgebracht naar een gevangenis in Marcos Paz.

## Rechtsvervolging
Eind oktober 2010 ontsloeg het gerechtshof in Buenos Aires Poch aanvankelijk van rechtsvervolging, wegens onvoldoende bewijs. De onderzoeksrechter kreeg de opdracht een nieuwe aanklacht te formuleren en het onderzoek te verdiepen. Eind 2010 kwam Poch op borgtocht vrij.
In januari 2011 hoorde de rechtbank in Den Haag Nederlandse getuigen, onder wie Tim Weert en Edwin Reijnoudt Brouwer, in het proces tegen Poch, aan de hand van een vragenlijst opgesteld door de Argentijnse justitie. De twee ex-collega's verklaarden dat zij Poch in 2003 niet letterlijk hadden horen zeggen dat hij persoonlijk betrokken was. Volgens het Argentijns OM had Poch gelogen toen hij verklaarde dat hij tijdens de dictatuur alleen straaljagers vloog en zodoende geen dodenvluchten kon hebben gevlogen. Volgens het Nederlands OM bleek uit logboeken in zijn woning dat hij wel degelijk andere vliegtuigen had bestuurd. Op verzoek van Geert-Jan Knoops, een van de advocaten van Poch, verrichtte oud-luchtmachtvlieger Steve Netto logboekonderzoek hetgeen resulteerde in een ontlastend rapport. Toch werd Poch in juni 2011 opnieuw vastgezet.
Op 18 februari 2013 mocht de ex-piloot zich voor het eerst verdedigen voor de rechtbank in Buenos Aires. In zijn uitgebreide verdediging, die uren duurde, zei hij dat hij onschuldig was. Hij las onder meer verklaringen voor van anderen waaruit zou blijken dat hij niet betrokken was geweest bij de dodenvluchten.
In oktober 2014 getuigde zijn ex-collega Reijnoudt Brouwer tegenover de Argentijnse openbaar aanklager dat Poch een grotere rol bij de dodenvluchten had gespeeld dan alleen die van piloot. Volgens hem zou Poch volledig achter het vermoorden van politieke tegenstanders hebben gestaan en zelfs eigenhandig gevangenen uit vliegtuigen hebben gegooid.
In september 2015 stelde het Argentijns OM Poch schuldig te achten. Documenten waaruit zou blijken dat hij actief geweest was in Operativo Sirena (Operatie Zeemeermin), een samenwerkingsoperatie van het Argentijnse en Paraguayaanse leger, zouden het bewijs leveren. In december van dat jaar werd een levenslange gevangenisstraf tegen Julio Poch en een zestigtal medeverdachten geëist. Het vonnis werd aanvankelijk in de zomer van 2016 verwacht. In februari 2016 werd dat bijgesteld naar op zijn vroegst eind dat jaar en in juli 2016 sprak advocaat Knoops de verwachting uit dat zijn cliënt pas ergens in 2017 zijn pleidooi kon houden, waarna een vonnis nog weer een onbekende tijd op zich zou kunnen laten wachten. Eind maart 2017 greep Knoops een staatsbezoek van koning Willem-Alexander aan Argentinië aan voor een open brief in het Algemeen Dagblad met een oproep aan het staatshoofd om aandacht te geven aan de situatie van Poch.
Naast de rechtsbijstand door zijn advocaten, zet de Nederlandse Foundation "Justice for Julio Poch" zich juridisch en publicitair in voor de oud-Transavia-vlieger. Deze stichting is in het leven geroepen door Dirk Lokhorst, een voormalig collega van Poch.

## Vrijspraak
Op 29 november 2017 werd Poch door de Argentijnse rechtbank unaniem vrijgesproken van betrokkenheid bij de dodenvluchten. Het Argentijnse OM kondigde een dag later aan in hoger beroep te gaan tegen deze uitspraak. Op 7 december 2017 keerde Poch na acht jaar voor het eerst terug in Nederland. Bij zijn aankomst op Schiphol gaf hij een persconferentie.
De Argentijnse rechters hebben in een schriftelijke motivering aangekondigd bij een ander Argentijns tribunaal aangifte te zullen doen wegens meineed tegen de Nederlandse piloten Tim Weert, Jeroen Engelkes en Edwin Reijnoudt Brouwer. Zij menen dat de drie piloten die Poch beschuldigden van ‘dodenvluchten’ een valse getuigenis hebben afgelegd.
In 2019 verscheen het door Poch geschreven boek Acht jaar onschuldig vast - Mijn verhaal.
Op 16 mei 2023 werd bekend dat Poch ook in hoger beroep was vrijgesproken door de hoogste rechter in Argentinië, die volgens zijn advocaat Knoops het vonnis had gemotiveerd met de woorden dat "onmogelijk kan worden aangetoond dat Poch enig verwijt valt te maken".